# Rudolf Summer
Rudolf Franz Summer (* 8. Mai 1935; † 11. März 2014) war ein deutscher Rechtswissenschaftler.

## Leben
Summer studierte Rechtswissenschaften an den Universitäten München und Würzburg. Nach seiner Promotion zum Dr. jur. im Jahre 1959 war er viele Jahre im bayerischen Staatsdienst tätig. Von 1983 bis 1999 war er Präsident der Bezirksfinanzdirektion München. Seit 1990 war er Honorarprofessor an der Universität Augsburg. Er war Schriftleiter der Zeitschrift für Beamtenrecht.
Sein Arbeitsschwerpunkt war das Beamtenrecht. Summer trat für dessen Fortentwicklung unter Achtung der verfassungsrechtlichen Vorgaben ein. Besonders betonte er das Verantwortungsprinzip (Verantwortung für rechtsstaatliches Handeln) als Legitimationsfaktor des Berufsbeamtentums.

## Werk (Auswahl)
- Beiträge zum Beamtenrecht, hgg. von Matthias Pechstein, Tübingen 2007. ISBN 978-3-16-149137-5
- (als Herausgeber für den Deutschen Beamtenbund:) Dokumente zur Geschichte des Beamtenrechts, Bonn 1986. Er gehörte zudem zu den Autoren folgender Kommentare: Fürst, Gesamtkommentar Öffentliches Dienstrecht I; Weiß/Niedermaier/Summer/Zängl, Beamtenrecht in Bayern; Schwegmann/Summer, Bundesbesoldungsgesetz.